# Metallica
Metallica is een Amerikaanse metalband opgericht in 1981 in Los Angeles door de Deen Lars Ulrich en de Amerikaan James Hetfield. De band heeft sinds zijn ontstaan meer dan 100 miljoen exemplaren van zijn albums verkocht en is daarmee de succesvolste metalband aller tijden.

## Bandgeschiedenis

### De beginjaren (1980-1990)
Lars Ulrich plaatste in 1980 in het blad The Recycler een advertentie omdat hij samen met gelijkgestemden een metalband wilde starten. James Hetfield reageerde op deze advertentie en spoedig hadden Lars en James hun eerste ontmoeting, maar pas in de zomer van 1981 werd de basis van Metallica gelegd. Ulrich had met succes geprobeerd in aanmerking te komen voor het leveren van een bijdrage aan Metal Massacre, een Metal Blade-compilatie en moest nu snel een band vormen om dit nummer op te kunnen nemen. Naast Hetfield speelde Lloyd Grant leadgitaar.
Hun eerste show vond plaats op zondag 14 maart 1982 in Anaheim Club Radio City. Metallica speelde twee eigen geschreven nummers (Hit the Lights en Jump in the Fire) en daarnaast ook nog covers van onder andere heavy-metalbands Diamond Head, Sweet Savage en Blitzkrieg. De daaropvolgende maand namen ze de demo No Life 'Till Leather op om mee te kunnen doen aan een concert. Grant maakte toen geen deel uit van de groep, maar bassist Ron McGovney en gitarist Dave Mustaine wel. Ze namen vier nummers op: Hit the Lights, Motorbreath, Mechanix, The Four Horsemen en Jump in the Fire. Later dook deze demo als bootleg op en hij is nu bekend onder de titel Power Metal. Aan deze vier nummers werden nog Seek & Destroy, Metal Militia en Phantom Lord toegevoegd om tezamen de demo No Life 'Till Leather te vormen.
In november 1982 werd Ron McGovney vervangen door bassist Cliff Burton van Trauma en in november van dat jaar ontmoetten ze Kirk Hammett – toenmalig gitarist van Exodus – voor het eerst. In maart 1983 werd Dave Mustaine vanwege een alcoholprobleem en overmatig drugsgebruik uit de band gezet. Op 1 april 1983 werd hij door Kirk Hammett vervangen. Mustaine vormde al in de zomer van 1983 Megadeth en nam hierin gitaar en zang voor zijn rekening.
Vele optredens in Amerika volgden, tot ze in mei 1983 de studio in gingen om hun eerste album Kill 'Em All op te nemen. Het album werd twee maanden later uitgebracht. Metallica had eerst een andere titel in gedachten – Metal Up Your Ass – maar geen enkele platenmaatschappij wilde met die titel in zee gaan. Een korte tournee ter promotie van het album volgde en in oktober 1983 zaten ze alweer in de studio om hun tweede album Ride the Lightning op te nemen dat op 27 juni 1984 door Megaforce Records werd uitgebracht. Op Ride the Lightning – met nummers als For Whom the Bell Tolls, Creeping Death en Fade to Black – was voor het eerst de invloed van Cliff Burton goed te horen, die een leidende basgitaar speelde in plaats van de achtergrond op te vullen. Nauwelijks vijf maanden na het album verscheen de ep Creeping Death, een liveoptreden. In dit jaar kwam Metallica voor het eerst naar Europa en traden ze op als voorprogramma van Venom op diens '7 days of hell' tour in het 'Volkshaus' in Zürich Zwitserland op 3 februari 1984.
In het jaar 1984 trad Metallica voor de eerste keer op in Poperinge. In dat jaar werd de eerste editie van Heavy Sound Festival gegeven. Het Heavy Sound Festival vond plaats op sportterrein Don Bosco. Metallica keerde het volgende jaar, 1985, terug naar Poperinge om er een tweede keer op te treden. De band kreeg een beeld in Poperinge. Het beeld is een exact kopie van de gitaar van zanger James Hetfield, die hij in 1984 gebruikte toen Metallica kwam spelen in Poperinge. 
Metal' Mike van Rijswijk haalde ze (na het beluisteren van een compact-cassette opgestuurd door Lars Ulrich) voor de Aardschokdag naar de IJsselhallen in Zwolle, op 11 februari 1984; het eerste optreden in Nederland.  
Vanaf september tot december 1985 namen ze in Kopenhagen hun derde album op, Master of Puppets. Dit album is onder veel liefhebbers nog steeds een van de favorieten. In maart 1986 werd het album uitgebracht. In dezelfde maand traden ze op in het voorprogramma tijdens de Amerikaanse tournee van Ozzy Osbourne. Metallica's populariteit steeg gestaag en dit was de laatste keer dat ze in een voorprogramma optraden.
27 september 1986 is een zwarte dag in de geschiedenis van Metallica. Bij het Zweedse stadje Ljungby sloeg een van de toerbussen om, wat de 24-jarige Cliff Burton zijn leven kostte. De rest van de band overleefde het ongeval. Kirk Hammett: Ik draaide me om en zag Cliffs voeten onder de bus uitsteken. In het verwerkingsproces vormde alcohol hun steun en toeverlaat. Metallica is doorgegaan met de groep uit eerbetoon voor Cliff. James Hetfield: Cliff zou de laatste zijn die zou willen dat we opgeven. In oktober 1986 werd Cliff Burton opgevolgd door Jason Newsted, bassist van Flotsam & Jetsam, na auditie te hebben gedaan.
Op 10 oktober 1987 werd de ep Garage Days Re-Revisited uitgebracht met alleen maar covers. Deze ep is nu een collector's item en was voornamelijk bedoeld om Newsted in de band te integreren. Hun vierde album getiteld ...And Justice for All volgde op 25 augustus 1988. Dit album werd uitgebracht door Elektra Records. Ondanks het feit dat ...And Justice for All Metallica een nieuwe golf van populariteit bracht en met One de eerste videoclip was er ook felle kritiek: als onderdeel van het "ontgroeningsproces" van Jason Newsted was zijn bas nauwelijks te horen op het album. Later hebben James en Lars dit toegegeven. De Damaged Justice Tour volgde, met als hoogtepunt het concert in Seattle in 1989.

### Het grote publiek (1990-1996)
Op 6 oktober 1990 doken ze de studio in voor hun vijfde studioalbum, ditmaal met producer Bob Rock. Er werd gekozen voor simpelere en rustigere nummers, die ook aan moeten kunnen slaan bij het grote publiek en MTV. Dit album verscheen in 1991, waarmee Metallica ook bij het grote publiek bekendheid verwierf. Officieel heet het vijfde studioalbum simpelweg Metallica, maar de naam The Black Album vanwege de zwarte hoes, werd uiteindelijk populairder, mede door de band zelf. Met Enter Sandman en de ballad Nothing Else Matters bestormde Metallica de hitlijsten. Ook Sad But True, Wherever I May Roam en The Unforgiven zijn uiterst succesvol en kunnen op veel airplay rekenen. Metallica wist hiermee als eerste metalband op grote schaal een mainstream publiek te bereiken. Er volgde een jarenlange wereldtournee met optredens in alle werelddelen. Op het hoogtepunt van de populariteit bracht Metallica de box Live Shit: Binge & Purge met onder andere 3 live-cd's en 2 livevideo's uit. Deze box laat Metallica zien op het hoogtepunt van hun carrière. De box bestaat uit de volgende drie concerten:
- Seattle 1989 tijdens de Damaged Justice Tour
- San Diego 1992 tijdens de Wherever We May Roam Tour
- Mexico City 1993 tijdens de Wherever We May Roam Tour

In 1992 verbrandde James Hetfield tijdens het nummer Fade to Black in Montreal, Canada, door een fout met nieuwe pyrotechniek zijn arm. Terwijl James met spoed naar het ziekenhuis werd gebracht, stopte ook supportband Guns N' Roses het concert, waarop de Metallica- en Guns N' Roses-fans rellen begonnen te schoppen buiten het stadium.

### DeLoad-&ReLoad-jaren (1996-2001)
In 1996 en 1997 kwamen respectievelijk de twee nieuwe studioalbums Load en ReLoad uit, beide afkomstig uit een opnameperiode. Op deze twee cd's heeft Metallica een ander geluid en voorkomen. Veel fans van het eerste uur haakten dan ook af. Met Until It Sleeps, Mama Said en The Unforgiven II wist Metallica toch wel weer de hitlijsten binnen te dringen. In de clip van Until It Sleeps zijn scènes te zien die zijn gebaseerd op de werken Ecce Homo en De Tuin der Lusten van de Nederlandse schilder Jheronimus Bosch.
In 1996 nam Metallica in Texas een concert op dat een jaar later als de dvd Cunning Stunts werd uitgegeven. Tijdens Enter Sandman vloog een technicus in brand en rende over het podium. In de credits wordt deze man vermeld als "Burning Dude". In 1998 verscheen de cover-cd Garage Inc., een dubbel-cd die niet alleen alle eerder opgenomen Metallica-covers verzamelde, waaronder de covers van Garage Days Revisited uit 1987 en de Garage Days uit 1984, maar ook nog een elftal nieuwe covers. Met de bewerking van het nummer Whiskey in the Jar naar de versie van Thin Lizzy, kon Metallica weer op veel airplay rekenen. In 1999 verscheen Metallica's tweede officiële livealbum S&M, waarin de band samen met Michael Kamen en het San Francisco Symphony Orchestra een aantal oude en nieuwere nummers laat horen in een klassiek jasje. Het was de enige officiële cd waarop de nummers No Leaf Clover en - Human staan, twee nummers die Lars en James schreven na ReLoad.
Nadat de band in 2000 nog door middel van het nummer I Disappear had bijgedragen aan de soundtrack van de film Mission Impossible II ging het snel bergafwaarts. Metallica spande een rechtszaak aan tegen de peer-to-peer-muziekdeelservice Napster en legde daarmee dit populaire programma plat, wat erg veel kwaad bloed zette bij de vele gebruikers ervan.

### De onzekere toekomst van de band (2001-2003)
In 2001 verliet bassist Jason Newsted de band na een conflict met zanger Hetfield. Ze raakten het niet eens over Newsteds zijproject EchoBrain. Bovendien speelden de jarenlange pesterijen en het opzettelijk weghouden van Newsted in creatieve beslissingen een rol. Newsted kreeg in de 14 jaar bij Metallica slechts op drie nummers credits: Blackened, My Friend of Misery en Where the Wild Things Are. Ondanks het verlaten van Newsted startte het drietal de opnames van een nieuw studioalbum met producer Bob Rock als plaatsvervangend bassist. Tijdens de opnamen van het nieuwe album, St. Anger, kreeg Metallica steun van een therapeut om te leren omgaan met de botsende karakters in de groep en het wegvallen van Newsted. Deze gesprekken en andere voorvallen zijn gefilmd en hiervan is de documentaire Some Kind of Monster gemaakt. Deze is te zien geweest in de bioscoop en is ook op dvd verschenen. Mede dankzij de gesprekken liet Hetfield zich in een afkickkliniek opnemen, aangezien hij verslaafd was aan drank en andere verdovende middelen. Drummer Ulrich en gitarist Hammett bleven achter, zich afvragend of de band Metallica nog wel toekomst had. Het was het donkerste uur van de band sinds de dood van Cliff Burton.

### DeSt. Anger-jaren (2003-2006)
In 2003 was James Hetfield helemaal afgekickt en doken de drie overgebleven Metallica-leden weer de studio in met producer Bob Rock om het nieuwe studioalbum St. Anger verder op te nemen. Rock speelde wederom de baspartijen in. Ook werden de opnames van Some Kind of Monster hervat. Tegen het einde van de opnames nam de band Robert Trujillo – ex-Ozzy Osbourne, Suicidal Tendencies, Infectious Grooves, Black Label Society – aan als nieuwe bassist. Als welkomstgeschenk kreeg hij hiervoor een miljoen dollar. St. Anger is een agressieve plaat, waarin Hetfield veel frustraties had verwerkt. Het album is hard en minder melodieus. Ook bevat dit album geen enkele gitaarsolo en gebruikte Ulrich een snaredrum waarbij de snaren niet tegen het onderste vel aangeklikt zitten, waardoor de drums klinken als zogenaamde 'trash can drums'. De teksten waren niet meer alleen door Hetfield geschreven en de productie was – al dan niet bewust – vlak en rommelig. Het album werd dan ook met gemengde reacties ontvangen, al waren ook veel fans blij dat Metallica de oude agressie terughad. In de toer die op St. Anger volgde, speelde Metallica slechts enkele nummers van het nieuwe album, en gebruikten ze de rest van de tijd voor een best-of-Metallica-compilatie, waarbij ze veel nummers speelden die ze al lange tijd niet hadden gespeeld en veel oude, snelle nummers van de oudere albums.

### Death Magnetic(2008)

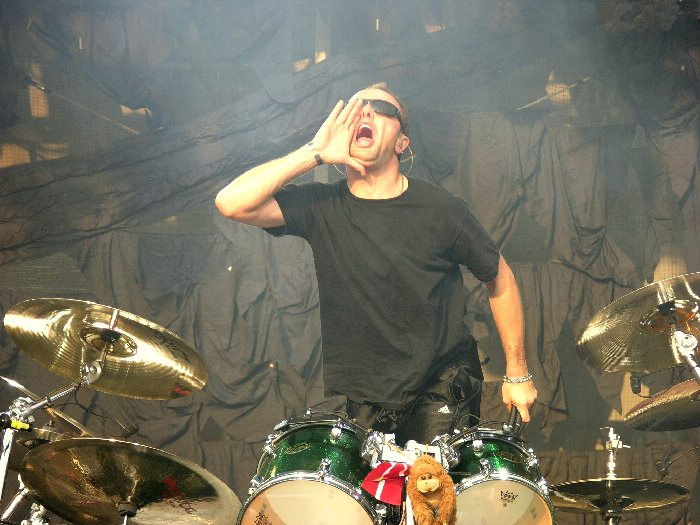
Lars Ulrich in Praag, 2004

Op 8 juni 2006 trad Metallica in de GelreDome in Arnhem op tijdens de 'Escape from the Studio Tour 2006'. In Berlijn en Arnhem introduceerden ze ook een nieuw nummer, dat bij gebrek aan een titel The New Song werd gedoopt. In Zuid-Korea en Japan introduceerde Metallica in augustus nog een ander nieuw nummer, dat ze The Other New Song hadden gedoopt. Volgens Trujillo was het echter niet aannemelijk dat beide nummers in die vorm op het nieuwe album zouden verschijnen, zoals hij in juni 2007 liet weten tijdens een interview met een Grieks tijdschrift. Er zijn delen van The New Song te horen in de nummers All Nightmare Long en The End of the Line. Ook werd in het begin van 2006 de samenwerking met producer Bob Rock stopgezet en werd Rick Rubin de nieuwe Metallica-producer. Rubin had onder meer gewerkt met thrashmetalband Slayer, rapgroep Run DMC, Red Hot Chili Peppers, System Of A Down, Slipknot en Aerosmith.
Op 20 februari 2007 verscheen Metallica's versie van The Ecstasy of Gold op een tributealbum van Ennio Morricone getiteld: We All Love Ennio Morricone. Na een tijd lang te hebben opgenomen, begonnen ze in 2007 aan hun tournee Sick of the Studio '07. Die begon 28 juni in Lissabon en eindigde op 18 juli 2007 in Moskou. Zo waren ze ook te zien op 1 juli in België op Rock Werchter. Begin augustus keerden ze terug naar de studio om het nieuwe album op te nemen. In september 2008 verscheen de plaat Death Magnetic.
Op 27 juni 2008 bracht Metallica een cover van een Iron Maiden-nummer uit, namelijk Remember Tomorrow. Dit nummer verscheen op het coveralbum Maiden Heaven van het magazine Kerrang!, waarop verscheidene bands Iron Maiden gecoverd hebben.
Op vrijdag 30 mei 2008 speelde Metallica in Landgraaf op Pinkpop en op vrijdag 15 augustus in Hasselt op Pukkelpop.
Op 1 augustus werd via de website van de band bekendgemaakt dat het nieuwe album Death Magnetic op 12 september wereldwijd in de winkels zou liggen. Later die dag meldde de website dat Metallica een video had opgenomen met de filmmaker Thomas Vinterberg, bekend van onder andere Festen. Op Ozzfest, 9 augustus 2008, speelde Metallica voor het eerst een nieuw nummer van Death Magnetic, Cyanide. Deze is ook in Pro-shot videoversie uitgebracht voor Platinum-leden van Mission Metallica. Death Magnetic had een iets te vroege digitale geboorte beleefd doordat het sinds 2 september al te downloaden was via internet doordat een Franse platenzaak een exemplaar van het nieuwe album per ongeluk verkocht had waarna het album op internet belandde. Ondanks de reputatie van de band als het gaat om downloaden reageerde drummer Lars Ulrich gelaten en zei hij op een Amerikaanse radiozender: Over tien dagen komt de plaat uit. We hebben toch al goud. Het is 2008, zo werken die dingen tegenwoordig. Nadat Death Magnetic was uitgekomen, werd het gehele album op de officiële website gezet.
In april 2009 werd de band opgenomen in de Rock and Roll Hall of Fame. Ter gelegenheid hiervan speelde de band voor het eerst in acht jaar tijd weer samen met de vorige bassist, Jason Newsted. Dave Mustaine was ook uitgenodigd, maar moest afzeggen vanwege zijn eigen tournee in Europa.
Op 22 mei was overal in Europa behalve Engeland Guitar Hero: Metallica uitgebracht. Het spel is een editie van de Guitar Hero-reeks, en bevat naast nummers van Metallica ook 21 door de band uitgekozen songs van andere bands. In 2008 verscheen de live-dvd Français Pour une Nuit in het Romeinse colosseum van Nîmes. Voor Zuid-Amerika en Mexico kwam in 2009 de dvd Orgullo, Pasión y Gloria: Tres Noches en la Ciudad de México uit (vertaald: Kracht, Passie en Glorie: drie nachten in Mexico City).
In 2010 en 2011 toerde Metallica samen met Megadeth, Slayer en Anthrax door de wereld als The Big 4 (de vier 'grootste' thrash- en speedmetalbands). Metallica was headliner. Opvallend was dat 3 van de 4 bands in 2011 30 jaar bestonden, alleen Megadeth is iets later opgericht.
Metallica toerde in 2012 door Europa en deed dat jaar Werchter Boutique aan, het enige van de Benelux voor deze toer. Het festival was volledig uitverkocht, met 65.000 fans. De band speelde integraal The Black Album.
In 2014 toerde Metallica de wereld rond met hun Metallica by Request Tour. De fans konden hun eigen favoriete nummers kiezen die Metallica zou spelen. Op 9 juni traden ze op Pinkpop op als afsluitende band.

### Lulu
Van april tot en met juni 2011 nam Metallica met Lou Reed het album Lulu op, dat uitkwam op 31 oktober 2011.

### Metallica Through the NeverenFreeze 'Em All: Live in Antarctica
Metallica Through the Never is een 3D-film rond de band, die vanaf 4 oktober 2013 wereldwijd in de bioscoop te zien was. De film is een mix van obscure, abstracte fictie, zonder dialoog, met Dane DeHaan in de hoofdrol van Trip, en delen van liveconcerten. De Japanse band Babymetal maakte hiervoor een Japanse promoclip.
Op 8 december 2013 verzorgde de band een optreden in Antarctica. Freeze 'Em All: Live in Antarctica werd gehouden nabij het Argentijnse poolstation Carlini. Met het concert werd Metallica de eerste band die heeft opgetreden op alle zeven werelddelen.
Als basisonderkomen voor de band en fans werd het Nederlandse expeditieschip Ortelius gebruikt, eigendom van rederij Oceanwide Expeditions in Vlissingen. 

### Hardwired... To Self-Destruct
Op 18 augustus 2016 maakte Metallica bekend dat hun nieuwe album Hardwired... to Self-Destruct op 18 november van datzelfde jaar zou verschijnen. De single Hardwired was op de dag van bekendmaking van het album verschenen als download en op YouTube. Hardwired... to Self-Destruct bestaat uit twee cd's met studionummers. Er is ook een digipack met drie cd's. De derde bevat een aantal andere nummers en vooral livenummers. Tussen 10 en 18 november zette Metallica gefaseerd alle nummers van het album als videoclip op YouTube, waaronder het nummer Murder One dat opgedragen is aan de in december 2015 overleden Lemmy Kilmister. 
Eind september 2019 heeft de band een gedeelte van de WorldWired Tour in Australië en Nieuw-Zeeland afgezegd omdat James werd opgenomen in een afkickkliniek.

## Bezetting
- James Hetfield - zang, slaggitaar (1981-heden)
- Lars Ulrich - drums (1981-heden)
- Kirk Hammett - leadgitaar (1983-heden)
- Robert Trujillo - basgitaar (2003-heden)

### Voormalige bandleden
- Jason Newsted - basgitaar (1986-2001)
- Cliff Burton - basgitaar (1982-1986; overleden op 27 september 1986 door een busongeval tijdens een tournee met Metallica)
- Dave Mustaine - leadgitaar (1981-1983)
- Ron McGovney - basgitaar (1981-1982)

### Gastmuzikanten
- Lloyd Grant - leadgitaar (heeft voor de demo een solo ingespeeld)
- Bob Rock - basgitaar (opnamen St. Anger 2003) en producer van 1991 tot begin 2006
- Michael Kamen (en het San Francisco Symphony Orchestra) - tijdens de periode van S&M (overleden in 2003)
- David Miles - op Low Mans Lyric van het album ReLoad
- Marianne Faithfull - zang op The Memory Remains
- "Damien C. Philips" (Brad Parker) - tweede gitarist tijdens een concert in 1982
- John Marshall (Metal Church)

1. Tweede gitarist tijdens meerdere concerten in 1986, toen James aan het herstellen was van zijn wonden
2. Tweede gitarist tijdens meerdere concerten in 1992; James deed alleen zang omdat hij zijn arm verbrand had tijdens een concert

- Dave Lombardo (Slayer) - verving Lars tijdens het "Download Festival op 6 juni 2004
- Joey Jordison (Slipknot) - verving Lars tijdens het Download Festival op 6 juni 2004
- Flemming Larsen (Ulrichs drumtechnicus) - verving Lars tijdens het Download Festival op 6 juni 2004

### Line-ups
| 1981-1982 | 1982-1983 | 1983-1986 | 1986-2001 | 2003-heden |
| --- | --- | --- | --- | --- |
| - James Hetfield - zang, slaggitaar - Dave Mustaine - leadgitaar - Ron McGovney - basgitaar - Lars Ulrich - drums | - James Hetfield - zang, slaggitaar - Dave Mustaine - leadgitaar - Cliff Burton - basgitaar - Lars Ulrich - drums | - James Hetfield - zang, slaggitaar - Kirk Hammett - leadgitaar - Cliff Burton - basgitaar - Lars Ulrich - drums | - James Hetfield – zang, slaggitaar - Kirk Hammett – leadgitaar - Jason Newsted – basgitaar - Lars Ulrich – drums | - James Hetfield – zang, slaggitaar - Kirk Hammett – leadgitaar - Robert Trujillo – basgitaar - Lars Ulrich – drums |

## Discografie

### Albums
| Album                                                         | Verschijnen       | Label                            | Type       | Hitlijsten | Hitlijsten | Hitlijsten | Hitlijsten | Hitlijsten | Hitlijsten | Hitlijsten                                                           | Hitlijsten |
| Album                                                         | Verschijnen       | Label                            | Type       | BE (VL)    | BE (VL)    | NL         | NL         | VK         | VS         |                                                                      |            |
| Album                                                         | Verschijnen       | Label                            | Type       | Piek       | Weken      | Piek       | Weken      | Piek       | Piek       | Opmerkingen                                                          |            |
| ------------------------------------------------------------- | ----------------- | -------------------------------- | ---------- | ---------- | ---------- | ---------- | ---------- | ---------- | ---------- | -------------------------------------------------------------------- | ---------- |
| Kill 'Em All                                                  | 25 juli 1983      | Megaforce                        | Studio     | -          | -          | -          | -          | 142        | 66         |                                                                      |            |
| Ride the Lightning                                            | 27 juli 1984      | Megaforce                        | Studio     | -          | -          | 28         | 8          | 87         | 48         |                                                                      |            |
| Master of Puppets                                             | 3 maart 1986      | Elektra                          | Studio     | -          | -          | 32         | 11         | 41         | 29         | Laatste album met Cliff Burton                                       |            |
| The $5.98 E.p.: Garage days re-revisited                      | 21 augustus 1987  | Elektra / Vertigo                | Ep         | -          | -          | 58         | 6          | 27         | 28         | Eerste uitgave met Jason Newsted                                     |            |
| ...And Justice for All                                        | 25 augustus 1988  | Elektra                          | Studio     | -          | -          | 15         | 32         | 4          | 6          |                                                                      |            |
| The good, the bad & the live                                  | 7 mei 1990        | Vertigo                          | Boxset     | -          | -          | -          | -          | 56         | -          |                                                                      |            |
| Metallica                                                     | 12 augustus 1991  | Elektra                          | Studio     | -          | -          | 3          | 149        | 1          | 1          |                                                                      |            |
| Live Shit: Binge & Purge                                      | 23 november 1993  | Elektra / Vertigo                | Live       | -          | -          | 81         | 10         | 54         | 26         |                                                                      |            |
| Load                                                          | 4 juni 1996       | Elektra / Vertigo                | Studio     | 1 (4 wk)   | 22         | 1 (1 wk)   | 40         | 1          | 1          |                                                                      |            |
| ReLoad                                                        | 18 november 1997  | Elektra / Vertigo                | Studio     | 4          | 20         | 6          | 27         | 4          | 1          |                                                                      |            |
| Garage Inc.                                                   | 23 november 1998  | Elektra / Vertigo / Sony Music   | Coveralbum | 9          | 23         | 12         | 44         | 29         | 2          |                                                                      |            |
| S&M                                                           | 23 november 1999  | Elektra / Vertigo                | Live       | 4          | 29         | 2          | 43         | 33         | 2          | met San Francisco Symphony Orchestra Laatste album met Jason Newsted |            |
| St. Anger                                                     | 5 juni 2003       | Elektra / Vertigo                | Studio     | 1 (5 wk)   | 24         | 2          | 26         | 3          | 1          |                                                                      |            |
| Limited-Edition vinyl box set                                 | 23 november 2004  | Rhino                            | Boxset     | -          | -          | -          | -          | -          | -          |                                                                      |            |
| Death Magnetic                                                | 12 september 2008 | Warner Bros. / Vertigo           | Studio     | 1 (2 wk)   | 36         | 1 (1 wk)   | 36         | 1          | 1          | Eerste album met Robert Trujillo                                     |            |
| The Metallica collection                                      | 14 april 2009     | Warner Bros.                     | Boxset     | -          | -          | -          | -          | -          | -          |                                                                      |            |
| Orgullo, Pasión, y Gloria: Tres Noches en la Ciudad de México | 30 november 2009  | Universal                        | Live       | -          | -          | -          | -          | -          | -          |                                                                      |            |
| Live at Grimey's                                              | 26 oktober 2010   | Warner Bros.                     | Live       | -          | -          | -          | -          | -          | -          |                                                                      |            |
| The big four: Live from Sofia, Bulgaria                       | 29 oktober 2010   | Warner Bros. / Vertigo / Mercury | Live       | -          | -          | 75         | 1          | -          | -          | met Slayer, Megadeth en Anthrax                                      |            |
| Lulu                                                          | 31 oktober 2011   | Warner Bros. / Vertigo           | Studio     | 17         | 5          | 17         | 3          | 26         | 36         | met Lou Reed                                                         |            |
| Beyond magnetic                                               | 13 december 2011  | Warner Bros.                     | Ep         | -          | -          | -          | -          | -          | 29         |                                                                      |            |
| Through the Never                                             | 24 september 2013 | Blackened                        | Live       | -          | -          | -          | -          | 36         | 9          |                                                                      |            |
| Hardwired... to Self-Destruct                                 | 18 november 2016  | Blackened                        | Studio     | 1 (1 wk)   | 13         | 1 (1 wk)   | 13         | 2          | 1          |                                                                      |            |
| 72 Seasons                                                    | 14 april 2023     | Blackened                        | Studio     |            |            |            |            |            |            |                                                                      |            |

### Singles
| Single                   | Verschijnen       | Album                         | Hitlijsten | Hitlijsten | Hitlijsten | Hitlijsten | Hitlijsten | Hitlijsten | Hitlijsten                           |
| Single                   | Verschijnen       | Album                         | BE (VL)    | BE (VL)    | NL         | NL         | VK         | VS         |                                      |
| Single                   | Verschijnen       | Album                         | Piek       | Weken      | Piek       | Weken      | Piek       | Piek       | Opmerkingen                          |
| ------------------------ | ----------------- | ----------------------------- | ---------- | ---------- | ---------- | ---------- | ---------- | ---------- | ------------------------------------ |
| Whiplash                 | 8 augustus 1983   | Kill 'Em All                  | -          | -          | -          | -          | -          | -          |                                      |
| Jump in the fire         | 20 januari 1984   | Kill 'Em All                  | -          | -          | -          | -          | -          | -          |                                      |
| Creeping Death           | 23 november 1984  | Ride the Lightning            | -          | -          | -          | -          | -          | -          |                                      |
| Master of Puppets        | 2 juli 1986       | Master of Puppets             | -          | -          | -          | -          | -          | -          |                                      |
| Harvester of sorrow      | 28 augustus 1988  | ...And Justice for All        | -          | -          | -          | -          | 20         | -          |                                      |
| Eye of the beholder      | 30 oktober 1988   | ...And Justice for All        | -          | -          | -          | -          | -          | -          |                                      |
| One                      | 10 januari 1989   | ...And Justice for All        | -          | -          | 3*         | 14*        | 13         | 35         | *in 1994                             |
| Enter Sandman            | 30 juli 1991      | Metallica                     | -          | -          | 12         | 8          | 5          | 16         |                                      |
| The Unforgiven           | 28 oktober 1991   | Metallica                     | -          | -          | 27         | 4          | 15         | 35         |                                      |
| Nothing Else Matters     | 20 april 1992     | Metallica                     | -          | -          | 5          | 20         | 6          | 34         |                                      |
| Wherever I may roam      | 19 oktober 1992   | Metallica                     | -          | -          | 22         | 4          | 25         | 82         |                                      |
| Sad but True             | 8 februari 1993   | Metallica                     | -          | -          | 17         | 9          | 20         | 98         |                                      |
| Until It Sleeps          | 21 mei 1996       | Load                          | 8          | 15         | 9          | 5          | 5          | 10         |                                      |
| Hero of the day          | 9 september 1996  | Load                          | 30         | 4          | 19         | 4          | 17         | 60         |                                      |
| Mama said                | 25 november 1996  | Load                          | -          | -          | -          | -          | 19         | -          |                                      |
| King nothing             | 6 januari 1997    | Load                          | -          | -          | -          | -          | -          | 90         |                                      |
| The Memory Remains       | 10 november 1997  | ReLoad                        | 28         | 10         | 17         | 3          | 13         | 28         |                                      |
| The Unforgiven II        | 23 februari 1998  | ReLoad                        | 45         | 1          | 21         | 6          | 15         | 59         |                                      |
| Fuel                     | 16 mei 1996       | ReLoad                        | -          | -          | Tip 6      | -          | 31         | -          |                                      |
| Better than you          | 16 juli 1998      | ReLoad                        | -          | -          | -          | -          | -          | -          |                                      |
| Turn the page            | 16 november 1998  | Garage Inc.                   | 33         | 1          | -          | -          | -          | 102        |                                      |
| Whiskey in the Jar       | 1 februari 1999   | Garage Inc.                   | 48         | 1          | Tip 8      | -          | 29         | -          |                                      |
| Die, die my darling      | 7 juni 1999       | Garage Inc.                   | -          | -          | -          | -          | -          | -          |                                      |
| Nothing Else Matters     | 22 november 1999  | S&M                           | 1 (3 wk)   | 22         | 5          | 14         | -          | -          | met San Francisco Symphony Orchestra |
| No leaf clover           | 13 maart 2000     | S&M                           | -          | -          | -          | -          | -          | 74         | met San Francisco Symphony Orchestra |
| I disappear              | 9 mei 2000        | Mission: Impossible II        | Tip 12     | -          | -          | -          | 35         | 76         |                                      |
| St. Anger                | 23 juni 2003      | St. Anger                     | 43         | 1          | 22         | 3          | 9          | -          |                                      |
| Frantic                  | 15 september 2003 | St. Anger                     | Tip 6      | -          | 32         | 2          | 16         | -          |                                      |
| The unnamed feeling      | 12 januari 2004   | St. Anger                     | Tip 11     | -          | Tip 10     | -          | 42         | -          |                                      |
| Some kind of monster     | 13 juli 2004      | St. Anger                     | -          | -          | -          | -          | -          | -          |                                      |
| The Day That Never Comes | 21 augustus 2008  | Death Magnetic                | 11         | 7          | -          | -          | 19         | 31         |                                      |
| My Apocalypse            | 26 augustus 2008  | Death Magnetic                | 49         | 1          | -          | -          | 51         | 67         |                                      |
| Cyanide                  | 2 september 2008  | Death Magnetic                | -          | -          | -          | -          | 48         | 50         |                                      |
| The Judas kiss           | 8 september 2008  | Death Magnetic                | -          | -          | -          | -          | 79         | -          |                                      |
| The Unforgiven III       | 12 september 2008 | Death Magnetic                | 50         | 1          | -          | -          | 120        | -          |                                      |
| All nightmare long       | 15 december 2008  | Death Magnetic                | 27         | 3          | 38         | 2          | -          | -          |                                      |
| Broken, Beat & Scarred   | 3 april 2009      | Death Magnetic                | -          | -          | -          | -          | -          | -          |                                      |
| The view                 | 27 september 2011 | Lulu                          | -          | -          | -          | -          | -          | -          | met Lou Reed                         |
| Lords of summer          | 19 maart 2014     | Hardwired... to Self-Destruct | -          | -          | -          | -          | -          | -          |                                      |
| Hardwired                | 18 augustus 2016  | Hardwired... to Self-Destruct | Tip 15     | -          | -          | -          | 186        | -          |                                      |
| Moth into flame          | 26 september 2016 | Hardwired... to Self-Destruct | -          | -          | -          | -          | -          | -          |                                      |
| Atlas, rise!             | 31 oktober 2016   | Hardwired... to Self-Destruct | Tip 40     | -          | -          | -          | -          | -          |                                      |
| Now that we're dead      | 18 april 2017     | Hardwired... to Self-Destruct | -          | -          | -          | -          | -          | -          |                                      |
| Spit out the bone        | 14 november 2017  | Hardwired... to Self-Destruct | -          | -          | -          | -          | -          | -          |                                      |

### NPO Radio 2 Top 2000
| Nummers met noteringen in de NPO Radio 2 Top 2000 | '01  | '02 | '03 | '04 | '05 | '06 | '07 | '08 | '09  | '10 | '11 | '12 | '13 | '14  | '15  | '16  | '17  | '18  | '19  | '20  | '21  | '22  | '23  | '24  |
| ------------------------------------------------- | ---- | --- | --- | --- | --- | --- | --- | --- | ---- | --- | --- | --- | --- | ---- | ---- | ---- | ---- | ---- | ---- | ---- | ---- | ---- | ---- | ---- |
| Enter Sandman                                     | -    | -   | -   | -   | -   | -   | -   | -   | 144  | 176 | 137 | 89  | 67  | 79   | 81   | 62   | 63   | 72   | 64   | 68   | 51   | 42   | 49   | 58   |
| Fade to Black                                     | -    | -   | -   | -   | -   | -   | -   | -   | -    | -   | -   | -   | -   | -    | 1672 | 286  | 293  | 272  | 241  | 279  | 260  | 216  | 238  | 227  |
| Master of Puppets                                 | -    | -   | -   | -   | -   | -   | -   | -   | -    | -   | -   | -   | -   | 1470 | 1140 | 109  | 93   | 89   | 85   | 88   | 65   | 29   | 32   | 33   |
| Nothing Else Matters                              | 1014 | 99  | 16  | 19  | 20  | 10  | 15  | 14  | 19   | 11  | 14  | 14  | 9   | 11   | 16   | 15   | 15   | 13   | 15   | 17   | 8    | 9    | 9    | 11   |
| One                                               | -    | -   | 478 | 23  | 40  | 30  | 13  | 35  | 31   | 34  | 32  | 20  | 14  | 18   | 20   | 25   | 23   | 23   | 21   | 30   | 26   | 22   | 26   | 27   |
| Sad but True                                      | -    | -   | -   | -   | -   | -   | -   | -   | 1209 | -   | 548 | 324 | 284 | 359  | 450  | 596  | 578  | 521  | 483  | 553  | 453  | 379  | 398  | 443  |
| The Memory Remains (met Marianne Faithfull)       | -    | -   | -   | -   | -   | -   | -   | -   | -    | -   | -   | -   | -   | -    | -    | 1733 | 1957 | 1630 | 1399 | 1645 | 1491 | 1303 | 1450 | 1702 |
| The Unforgiven II                                 | -    | -   | -   | -   | -   | -   | -   | -   | -    | -   | -   | -   | -   | -    | -    | -    | 943  | 754  | 753  | 910  | 812  | 676  | 694  | 814  |
| The Unforgiven III                                | ×    | ×   | ×   | ×   | ×   | ×   | ×   | -   | -    | -   | -   | -   | -   | -    | 1384 | 893  | 1381 | 1475 | 1128 | 1414 | 1286 | 1210 | 1279 | 1072 |
| The Unforgiven                                    | -    | -   | -   | -   | -   | -   | -   | -   | -    | -   | -   | -   | -   | -    | -    | 327  | 296  | 305  | 225  | 274  | 205  | 205  | 218  | 279  |
| Whiskey in the Jar                                | -    | -   | -   | -   | -   | -   | -   | -   | -    | -   | -   | -   | -   | -    | -    | -    | 569  | 402  | 351  | 374  | 268  | 250  | 266  | 277  |

1. ↑  Een '-' betekent dat het nummer niet was genoteerd, een '×' betekent dat het nummer nog niet was uitgebracht en een vetgedrukt getal geeft de hoogste notering van een nummer aan.
2. ↑  2001 was het eerste jaar met een notering voor Metallica.

### Nummers in deTijdloze 100vanStudio Brussel
| Nummer               | '92 | '93 | '94 | '95 | '96 | '97 | '98 | '99* | '00 | '01 | '02 | '03 | '04 | '05 | '06 | '07 | '08 | '09 | '10 | '11 | '12 | '13 | '14 | '15 | '16 | '17 | '18 | '19 | '20 | '21 | '22 |
| -------------------- | --- | --- | --- | --- | --- | --- | --- | ---- | --- | --- | --- | --- | --- | --- | --- | --- | --- | --- | --- | --- | --- | --- | --- | --- | --- | --- | --- | --- | --- | --- | --- |
| Master of Puppets    | -   | -   | -   | -   | -   | -   | -   | 149  | -   | 64  | -   | 42  | 43  | 50  | 34  | 33  | 27  | 20  | 17  | 19  | 15  | 35  | 15  | 10  | 10  | 11  | 11  | 18  | 20  | 25  | 18  |
| One                  | -   | 30  | 11  | 11  | 11  | 9   | 9   | 8    | 5   | 5   | 3   | 3   | 3   | 3   | 3   | 3   | 2   | 2   | 3   | 2   | 3   | 4   | 6   | 3   | 4   | 6   | 6   | 10  | 15  | 20  | 24  |
| Enter sandman        | -   | 78  | -   | -   | -   | -   | -   | 116  | -   | 90  | -   | 56  | 70  | -   | 85  | 60  | 64  | 83  | 51  | 33  | 59  | 58  | 56  | 52  | 43  | 57  | 62  | 65  | 109 | -   | -   |
| Nothing else matters | 72  | 31  | 35  | 20  | 24  | 17  | 15  | 5    | 6   | 8   | 9   | 9   | 10  | 13  | 14  | 13  | 11  | 14  | 15  | 15  | 12  | 21  | 22  | 16  | 17  | 12  | 12  | 22  | 28  | 30  | 33  |
| The Unforgiven       | -   | -   | -   | -   | -   | -   | -   | 101  | -   | -   | -   | -   | -   | -   | -   | -   | -   | -   | -   | -   | -   | -   | -   | -   | -   | -   | -   | 141 | 159 | -   | -   |

- In 1999* telde de lijst 150 in plaats van 100 nummers

Opmerking: Metallica was op de Rolling Stones na de eerste groep die met meerdere nummers in de top 10 stond. Tegenwoordig moeten we ook Pearl Jam en Pink Floyd hierbij rekenen.

### De Zwaarste Lijst
| Nummer                    | 09* | '10* | '11* | '12* | '13 | '14 | '15 | '16 | '17 | '18 | '19 | '20 | '21 | '22 | '23 | '24 | '25 |
| ------------------------- | --- | ---- | ---- | ---- | --- | --- | --- | --- | --- | --- | --- | --- | --- | --- | --- | --- | --- |
| Atlas, Rise!              | -   | -    | -    | -    | -   | -   | -   | -   | -   | -   | -   | -   | 337 | -   | -   | -   | -   |
| Battery                   | 32  | 54   | -    | -    | -   | -   | 29  | 35  | 21  | 35  | -   | -   | 119 | 102 | -   | -   | -   |
| Blackened                 | -   | 70   | -    | -    | -   | -   | -   | -   | -   | -   | -   | -   | 249 | 275 | -   | -   | -   |
| Creeping Death            | 29  | 32   | -    | -    | -   | -   | -   | -   | -   | -   | -   | -   | 72  | 80  | -   | -   | -   |
| Disposable Heroes         | -   | -    | -    | -    | -   | -   | -   | -   | -   | -   | -   | -   | 530 | -   | -   | -   | -   |
| Enter Sandman             | 11  | 10   | 9    | 11   | 11  | 34  | 17  | 18  | 13  | 10  | 15  | 27  | 59  | 57  | 50  | 34  | 58  |
| Fade to Black             | 46  | 27   | 33   | 60   | 38  | -   | 40  | 28  | 29  | 40  | 48  | 53  | 78  | 73  | -   | -   | -   |
| Fight Fire With Fire      | -   | -    | -    | -    | -   | -   | -   | -   | -   | -   | -   | -   | 635 | -   | -   | -   | -   |
| For Whom the Bell Tolls   | 41  | 42   | 54   | 37   | -   | -   | -   | -   | 58  | 48  | 50  | 65  | 76  | 84  | -   | -   | -   |
| Fuel                      | -   | -    | -    | -    | -   | -   | -   | -   | -   | -   | -   | -   | 448 | 245 | -   | -   | -   |
| Hardwired                 | -   | -    | -    | -    | -   | -   | -   | -   | -   | -   | -   | -   | 211 | 171 | -   | -   | -   |
| Hit the lights!           | -   | -    | -    | -    | -   | -   | -   | -   | -   | -   | -   | -   | -   | 487 | -   | -   | -   |
| Nothing Else Matters      | -   | -    | -    | -    | -   | -   | -   | 63  | 35  | 25  | 41  | 60  | 53  | 44  | 53  | 49  | -   |
| Master of Puppets         | 1   | 1    | 1    | 1    | 1   | 2   | 2   | 1   | 1   | 1   | 1   | 1   | 1   | 2   | 1   | 1   | 2   |
| Motorbreath               | -   | -    | -    | -    | -   | -   | -   | -   | -   | -   | -   | -   | -   | 509 | -   | -   | -   |
| One                       | 4   | 3    | 3    | 3    | 5   | 13  | 5   | 6   | 7   | 6   | 6   | 11  | 12  | 14  | 14  | 10  | 11  |
| Orion                     | -   | -    | -    | -    | -   | -   | -   | -   | -   | -   | -   | -   | 446 | 367 | -   | -   | -   |
| Ride the Lightning        | -   | -    | -    | -    | -   | -   | -   | -   | -   | -   | -   | -   | 593 | 479 | -   | -   | -   |
| Sad but True              | 23  | 59   | 21   | 23   | 47  | 66  | -   | -   | 47  | -   | -   | -   | 183 | 136 | -   | -   | -   |
| Seek & Destroy            | 19  | 21   | 15   | 42   | 33  | 53  | 54  | 49  | 34  | -   | -   | -   | 90  | 100 | -   | -   | -   |
| Spit out the Bone         | -   | -    | -    | -    | -   | -   | -   | -   | -   | -   | -   | -   | 584 | 342 | -   | -   | -   |
| St. Anger                 | -   | -    | -    | -    | -   | -   | -   | -   | -   | -   | -   | -   | 210 | 269 | -   | -   | -   |
| The Day That Never Comes  | 70  | -    | -    | -    | -   | -   | -   | -   | -   | -   | -   | -   | 501 | 205 | -   | -   | -   |
| The Four Horsemen         | -   | -    | -    | -    | -   | -   | -   | -   | -   | -   | -   | -   | 419 | -   | -   | -   | -   |
| The Unforgiven            | -   | -    | -    | -    | -   | -   | -   | -   | -   | -   | -   | -   | 117 | 95  | -   | -   | -   |
| Welcome Home (Sanitarium) | -   | -    | -    | -    | -   | -   | -   | -   | -   | -   | -   | -   | 176 | 111 | -   | -   | -   |
| Whiplash                  | 58  | -    | -    | -    | -   | -   | -   | -   | -   | -   | -   | -   | -   | 305 | -   | -   | -   |
| Whiskey in the Jar        | -   | -    | -    | -    | -   | -   | -   | -   | -   | -   | -   | -   | 343 | -   | -   | -   | -   |
| Wherever I may roam       | -   | -    | -    | -    | -   | -   | -   | -   | -   | -   | -   | -   | -   | 398 | -   | -   | -   |

- Tot 2012 had de Zwaarste Lijst 70 plaatsen. Dit werd vanaf 2013 verminderd tot 66. In 2021 en 2022 bevatte de lijst 666 plaatsen.

### Video's
| Album                                                                     | Verschijnen       | Label                           | Type         | Hitlijsten | Hitlijsten | Hitlijsten | Hitlijsten | Hitlijsten | Hitlijsten | Hitlijsten  |
| Album                                                                     | Verschijnen       | Label                           | Type         | BE (VL)    | BE (VL)    | NL         | NL         | VK         | VS         |             |
| Album                                                                     | Verschijnen       | Label                           | Type         | Piek       | Weken      | Piek       | Weken      | Piek       | Weken      | Opmerkingen |
| ------------------------------------------------------------------------- | ----------------- | ------------------------------- | ------------ | ---------- | ---------- | ---------- | ---------- | ---------- | ---------- | ----------- |
| Cliff 'Em All                                                             | 17 november 1987  | Elektra                         | VHS          |            |            |            |            |            | 20         |             |
| 2 of One                                                                  | 6 juni 1989       | Elektra                         | VHS          |            |            |            |            |            | 31         |             |
| A Year and a Half in the Life of Metallica                                | 17 november 1992  | Elektra                         | VHS          |            |            |            |            |            | 26         |             |
| Live Shit: Binge & Purge                                                  | 23 november 1993  | Elektra                         | VHS          |            |            |            |            |            |            |             |
| Cunning Stunts                                                            | 8 december 1998   | Elektra                         | VHS, dvd     |            |            | 12         | 26         |            | 3          |             |
| S&M (met San Francisco Symphony Orchestra)                                | 23 november 1999  | Elektra                         | VHS, dvd     |            |            | 2          | 2          |            | 12         |             |
| Shitload / Texas                                                          | juni 2003         |                                 | Dvd          |            |            | 22         | 3          |            |            |             |
| Some Kind of Monster (film)                                               | 24 december 2004  | Warner Bros.                    | Dvd          | 1 (3 wk)   | 17         |            |            |            |            |             |
| The Videos 1989–2004                                                      | 4 december 2006   | Warner Bros.                    | Dvd          | 3          | 39         | 9          | 20         |            | 4          |             |
| Français Pour une Nuit                                                    | 23 november 2009  | Universal                       | Dvd, blu-ray | 3          | 16         | 13         | 17         |            |            |             |
| Orgullo, Pasión, y Gloria: Tres Noches en la Ciudad de México             | 30 november 2009  | Universal                       | Dvd, blu-ray |            |            | 22         | 2          |            |            |             |
| The Big Four: Live from Sofia, Bulgaria (met Slayer, Megadeth en Anthrax) | 29 oktober 2010   | Warner Bros., Vertigo / Mercury | Dvd          | 4          | 10         | 7          | 15         | 1          | 1          |             |
| Quebec Magnetic                                                           | 10 december 2012  | Blackened                       | Dvd          | 3          | 25         | 5          | 35         | 9          | 3          |             |
| Metallica Through The Never                                               | 24 september 2013 | Noble Entertaiment              | Dvd, blu-ray | -          | -          | -          | -          | -          | -          |             |

## Prijzen
Grammy Awards:
- 1990 Best Metal Performance (One)
- 1991 Best Metal Performance (Stone Cold Crazy)
- 1992 Best Metal Performance (Metallica)
- 1999 Best Metal Performance (Better Than You)
- 2000 Best Hard Rock Performance (Whiskey in the Jar)
- 2001 Best Rock Instrumental Performance (The Call Of Ktulu)
- 2004 Best Metal Performance (St. Anger)
- 2009 Best Metal Performance (My Apocalypse)
- 2009 Best Recording Package (Death Magnetic)

MTV Video Music Awards:
- 1992: Best Metal Video (Enter Sandman)
- 1996: Best Metal Video (Until It Sleeps)

American Music Awards:
- 1996: Favorite Artist: Heavy Metal/Hard Rock: Metallica - ReLoad
- 1996: Favorite Metal/Hard Rock Song (Until It Sleeps)

ASCAP Pop Music Awards:
- 2004: Creative Voice Award

Bammies:
- 1997: Outstanding Drummer: Lars Ulrich
- 1997: Outstanding Hard Rock Album: ReLoad

Billboard Music Awards:
- 1988: Top Music Videocassette of the Year (Cliff 'Em All)
- 1997: Billboard Rock and Roll Artist of the Year: Metallica (RIAA Diamond Award)
- 1999: Catalog Artist of the Year
- 1999: Catalog Album of the Year (Metallica)

California Music Awards:
- 1999: Outstanding Hard Rock Album (ReLoad)
- 2004: Outstanding Guitarist (Kirk Hammett)

Arthur M. Sohcot Award:
- 2000: Excellence (S&M)

Governor's Award:
- 2004: Governor's Award - Metallica

Kerrang! Awards:
- 2003: Hall of Fame
- 2008: Inspiration

Rock 'n Roll Hall of Fame Induction:
- 2009: Rockhall

## Optredens in Nederland
- 11 februari 1984 - IJsselhallen, Zwolle
- 6 juni 1984 - Stadsgehoorzaal, Leiden
- 8 juni 1984 - Jumbo, Oldenzaal
- 9 juni 1984 - Evenementenhal, Zwaagwesteinde
- 7 december 1984 - Paradiso, Amsterdam
- 8 februari 1987 - IJsselhallen, Zwolle
- 5 november 1988 - Groenoordhallen, Leiden
- 16 mei 1990 - IJsselhallen, Zwolle
- 20 mei 1990 - Groenoordhallen, Leiden, met 3 voorprogramma's waaronder Dio
- 1 september 1991 - Goffertstadion, Nijmegen (Monsters of Rock)
- 7 november 1992 - Ahoy', Rotterdam
- 8 november 1992 - Ahoy', Rotterdam
- 7 december 1992 - Brabanthallen 's-Hertogenbosch, 's-Hertogenbosch
- 12 juni 1993 - Stadion Feijenoord, Rotterdam, met Megadeth en Suicidal Tendencies
- 10 september 1996 - Bingohuis, Brunssum (MTV-prijsvraag)
- 12 november 1996 - Jaarbeurs, Utrecht
- 23 mei 1999 - Dynamo Open Air, Mierlo,
- 15 juni 2003 - Fields Of Rock, Goffertpark, Nijmegen
- 6 december 2003 - GelreDome, Arnhem
- 21 juni 2004 - Amsterdam ArenA, Amsterdam
- 8 juni 2006 - GelreDome, Arnhem
- 30 mei 2008 - Pinkpop, Landgraaf
- 30 maart 2009 - Ahoy', Rotterdam
- 20 juni 2009 (Sonisphere) - Goffertpark, Nijmegen
- 9 juni 2014 - Pinkpop, Landgraaf
- 4 september 2017 - Ziggodome, Amsterdam
- 6 september 2017 - Ziggodome, Amsterdam
- 11 juni 2019 - Johan Cruijff ArenA, Amsterdam
- 17 juni 2022 - Pinkpop, Landgraaf
- 27 april 2023 - Johan Cruijff ArenA, Amsterdam
- 29 april 2023 - Johan Cruijff ArenA, Amsterdam

## Optredens in België
- 12 februari 1984 - Maeckeblyde Club, Poperinge
- 6 oktober 1984 - Heavy Sound Festival, Poperinge
- 17 november 1984 - Poperinge
- 2 juli 1987 - Vorst Nationaal, Brussel
- 29 oktober 1988 - Vorst Nationaal, Brussel
- 30 augustus 1991 - Monsters of Rock, Hasselt
- 22 oktober 1992 - Flanders Expo, Gent
- 3 juli 1993 - Rock Torhout Werchter, Torhout
- 4 juli 1993 - Rock Torhout Werchter, Werchter
- 14 september 1996 - Flanders Expo, Gent
- 22 augustus 1997 - Pukkelpop, Hasselt
- 3 juli 1999 - Rock Werchter, Werchter
- 28 juni 2003 - Rock Werchter, Werchter
- 17 december 2003 - Sportpaleis, Antwerpen
- 2 juli 2004 - Rock Werchter, Werchter
- 1 juli 2007 - Rock Werchter, Werchter
- 15 augustus 2008 - Pukkelpop, Hasselt
- 5 maart 2009 - Sportpaleis, Antwerpen
- 5 juli 2009 - Rock Werchter, Werchter
- 28 mei 2012 - Werchter Boutique, Werchter
- 3 juli 2014 - Rock Werchter, Werchter
- 1 november 2017 Sportpaleis  Antwerpen
- 3 november 2017 Sportpaleis  Antwerpen
- 16 juni 2019 Koning Boudewijnstadion, Brussel
- 1 juli 2022 - Rock Werchter, Werchter